# Warri Wolves Football Club
O Warri Wolves Football Club é um clube de futebol com sede em Warri, Nigéria. A equipe compete no Campeonato Nigeriano de Futebol.

## História
O clube foi fundado em 2003.